# Cephalops inchoatus
Cephalops inchoatus är en tvåvingeart som först beskrevs av Hardy 1949.  Cephalops inchoatus ingår i släktet Cephalops och familjen ögonflugor. Inga underarter finns listade i Catalogue of Life.